# Kusuman (huyện)
Kusuman (tiếng Thái: กุสุมาลย์) là một huyện (amphoe) của tỉnh Sakon Nakhon, Thái Lan.

## Địa lý
Các huyện giáp ranh (từ phía nam theo chiều kim đồng hồ) là: Phon Na Kaeo và Mueang Sakon Nakhon của tỉnh Sakon Nakhon, Na Wa, Phon Sawan, Mueang Nakhon Phanom và Pla Pak của tỉnh Nakhon Phanom.

## Lịch sử
Tiền thân của huyện là Mueang Kusuman được thành lập năm 1844. Năm 1862 một Mueang tên Phot Phaisan được lập gần đó.  Năm 1914, Kusuman bị hạ cấp thành một tambon của Sakon Nakhon. Năm 1962, Kusuman được lập làm một tiểu huyện (king amphoe). Đơn vị này đã được nâng cấp thành huyện ngày 14 tháng 11 năm 1967.

## Hành chính
Huyện này được chia thành 5 phó huyện (tambon), các đơn vị này lại được chia ra thành 63 làng (muban). Kusuman là một thị trấn (thesaban tambon) nằm trên một phần của tambon Kusuman. Có 5 Tổ chức hành chính tambon.
| STT. | Tên         | Tên Thái | Số làng | Dân số |  |
| ---- | ----------- | -------- | ------- | ------ |  |
| 1.   | Kusuman     | กุสุมาลย์   | 12      | 10.330 |  |
| 2.   | Na Pho      | นาโพธิ์    | 11      | 7.773  |  |
| 3.   | Na Phiang   | นาเพียง   | 11      | 7.423  |  |
| 4.   | Pho Phaisan | โพธิไพศาล | 15      | 9.460  |  |
| 5.   | Um Chan     | อุ่มจาน    | 14      | 10.028 |  |